# Emanuel Silva-Tarouca

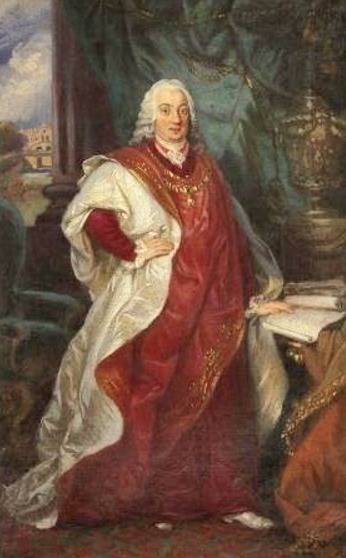
Emanuel Silva-Tarouca

Emanuel Teles da Silva, Graf von Silva-Tarouca (* 17. September 1691 in Lissabon, Portugal; † 8. März 1771 in Wien) war Hofbaumeister in Wien und Berater Maria Theresias.
Er war der Sohn des in Wien verstorbenen portugiesischen Botschafters zur Zeit Karls VI. Sein vollständiger Name lautet Silva de Meneses e Castro, in zeitgenössischer Schreibweise Tellez da Sylva de Meneses et Castro. In Wien übernahm er den Grafentitel seines Vaters in seinen Namen und wurde Silva-Tarouca genannt. Diese Namensform ging auf seine Nachkommen über.

## Leben
Er kämpfte 1716/17 im kaiserlichen Heer gegen die Türken, um 1720 kam er an den Wiener Hof. Er gewann das Vertrauen Kaiser Karls VI., der ihm seine Tochter Maria Theresia zur Ausbildung in staatspolitischen Angelegenheiten anvertraute.
Ab 1740 war er Präsident des Niederländischen Rates, von 1744 bis 1749 bekleidete er das Amt des Hofbaudirektors.
Unter nicht ganz geklärten Umständen stieg er zur grauen Eminenz der Regierung Maria Theresias auf, ohne dass sein Posten je amtlich definiert worden wäre. Zu Beginn ihrer Regierungszeit arbeitete er für sie sogar einen detaillierten Stundenplan aus, damit sich die junge Herrscherin nicht zu viel dem Vergnügen widmete.
1740 ließ sie ihn wissen, dass es zu seinen Aufgaben zählt, ohne Unterlass zu sagen, wo sie fehle, die Mängel ihres Charakters zu erforschen und ihr offen mitzuteilen. Er wurde zu ihrem engsten Vertrauten am Hof und Maria Theresia hielt täglich mit ihm Beratungen ab. In Bezug auf die Reformen der Herrscherin verdankt ihm Österreich wahrscheinlich mehr als aus den spärlichen Daten seiner Biographie bekannt ist.
Obwohl der Obersthofmeister Fürst Khevenhüller–Metsch über ihn schrieb, er sei l’ami de l’Impératrice (der Freund der Kaiserin), schwieg dieser stets diskret über sein Naheverhältnis zur Herrscherin.
Silva-Tarouca führte über seine Unterredungen kein Tagebuch und schrieb auch keine Memoiren. Wesentliche Quelle zu seiner Person sind seine Briefe, die in verschiedenen Archiven überliefert sind.
In Wien besaß er das spätere Palais Erzherzog Albrecht, den Sitz der heutigen Albertina. Er ließ das Palais 1742 bis 1745 umbauen. Grundstücke an der Penzinger Straße, auf denen er 1745 das Palais Cumberland erbauen ließ, waren ebenfalls in seinem Besitz. 1768 erwarb er die Herrschaft Čechy pod Kosířem in Mähren und richtete sie als Familienfideikommiss ein.

## Familie
Er war mit Johanna Amalie von Schleswig-Holstein-Sonderburg-Beck (* 3. Dezember 1719; † 30. Oktober 1774) der Tochter des Generals  Friedrich Wilhelm von Schleswig-Holstein-Sonderburg-Beck. Das Paar hatte folgende Kinder:
- Maria Theresia Teles  (* 30. Dezember 1741; † unbekannt) ⚭  Franz Joseph von Wurmbrand-Stuppach  (* 4. April 1737; † 12. Februar 1806)
- Franz Stephan (* 30. Januar 1750; † 5. März 1797)  ⚭ Gräfin Maria Christina Gabrielle von Schönborn-Heussenstamm  (* 20. September 1754; † 25. August 1797)